# Neenchelys microtretus
Neenchelys microtretus är en fiskart som beskrevs av Bamber, 1915. Neenchelys microtretus ingår i släktet Neenchelys och familjen Ophichthidae. Inga underarter finns listade i Catalogue of Life.